# Mayon

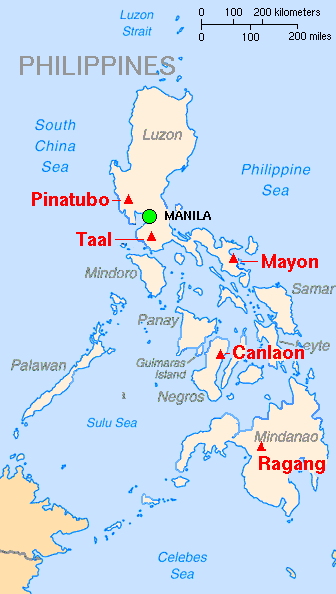
Localització dels principals volcans de les Filipines, el Mayon és al centre oest

El Mayon és un estratovolcà actiu que es troba a la provincia d'Albay, a l'illa de Luzon (Filipines) a 330 kilòmetres al sud-est de la capital, Manila. Ha entrat en erupció al voltant de 50 vegades els últims 400 anys i se'l coneix com "el con perfecte". La cultura popular filipina també s'hi refereix com Bulkang Magayon (el volcà Magayon) fent referència a l'heroïna llegendària Daragang Magayon (en llengua Bikol "Bella Dona").
És el volcà més actiu de les Filipines i la seva activitat es troba constantment monitoritzada pel Philippines Institute of Volcanology and Seismology (PHIVOLCS) des de la seva seu a Ligñon Hill, a uns 10 kilòmetres del cràter. A les vessants hi ha instal·lades 3 unitats de telemetria que envien informació a 7 sismògrafs situats a diferents posicions del volcà. Aquests instruments transmeten les dades al Ligñon Hill observatory i a la seu central del PHIVOLCS al campus de la University of the Philippines Diliman. També hi té mesuradors electrònics de distància, punts d'anivellament, i espectròmetres portàtils per tal de monitorar l'activitat diària del volcà.

## Geomorfologia
L'actual con fou format a través de fluxos de lava i piroclàstics d'erupcions del passat.
Es troba al costat oriental de Luzon, al costat de la fossa de les Filipines, que és el límit convergent on la placa del mar de les Filipines s'enfonsa sota el Cinturó Mòbil de les Filipines. Quan una placa continental o un cinturó de fragments continentals xoca amb l'escorça oceànica, el material continental, que és més lleuger, reemplaça la placa oceànica, forçant que el mantell terrestre vagi cap avall. Aleshores el magma a causa de la col·lisió de les plaques tectòniques surt a través dels punts més febles de l'escorça continental. Un d'aquests punts de sortida és el Mayon.
Igual que altres volcans situats al voltant de la vora de l'oceà Pacífic, el Mayon forma part del Cinturó de foc del Pacífic.

## Localització i formació
El volcà Mayon és l'accident geogràfic més visible de la província d'Albay. Es troba a 10 kilòmetres del golf d'Albay, i comprèn les ciutats i municipis de Legazpi City, Daraga, Camalig, Guinobatan, Ligao City, Tabaco City, Malilipot i Santo Domingo (a la dreta de Legazpi) S'eleva a 2462 metres per damunt del golf. És el volcà més actiu de les Filipines i es considera que és el volcà més ben format del món degut a la simetria del seu con. Està fet de basalt i andesita. Les vessants superiors del volcà tenen un desnivell mitjà de 35 a 40 graus i els corona un petit cràter. Els seus costats són capes de lava i altres materials.

## Registre d'erupcions
S'han registrat quaranta-nou erupcions del Mayon. La primera gran erupció fou el 1616. La quaranta-vuitena gran erupció fou un lent vessament de lava el 14 de juliol de 2008, reprengué l'activitat el 10 d'agost, i el 2009 el volcà continuava la seva activitat volcànica amb erupcions setmanals que fan creure que s'estigues preparant una erupció més perillosa.

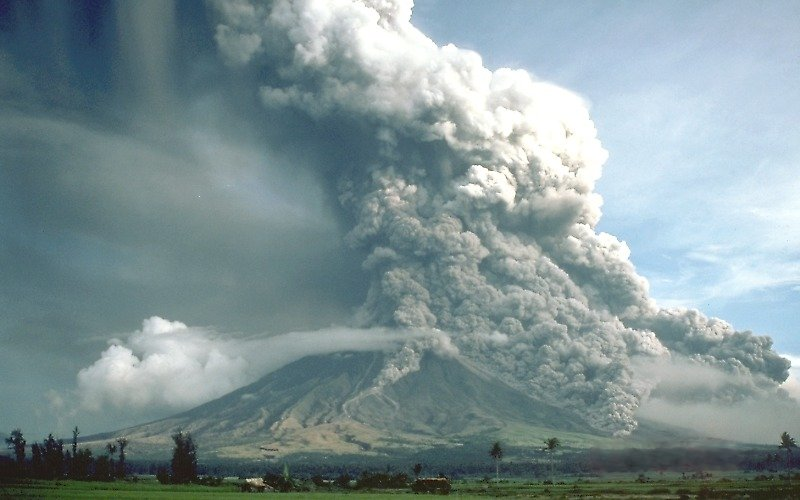
El volcà Mayon el 23 de setembre de 1984

L'erupció més destructiva del Mayon va ocórrer l'1 de febrer de 1814: El volcà va vomitar cendra fosca i en un moment determinat va bombardejar i acabà colgant de tefra la ciutat de Cagsawa. Únicament el campanar de l'església del poble va romandre per sobre de la superfície. Les àrees pròximes també foren devastades per l'erupció, que va cremar arbres i va malmetre els rius, acumulant cendra de fins a 9 metres de profunditat. 2.200 habitants de Albay moriren en el que es considera l'erupció més letal de la història del Mayon.
L'erupció ininterrompuda més llarga del volcà Mayon va ser el 23 de juny de 1897, quan es va passar set dies plovent foc. Novament la lava davallà cap a les àrees urbanes. El poble de Bacacay, a 11 kilòmetres cap a l'est, fou enterrat sota 15 metres de lava. A Libon 100 persones van ser declarades mortes per incineració degut al vapor o la caiguda de roques calentes o runa. Altres viles com San Roque, Misericordia y Santo Niño es van convertir en trampes mortals. La cendra fou transportada per núvols negres fins a 160 km de distància de l'esdeveniment catastròfic. Moriren més de 400 persones.
No es van registrar víctimes en l'erupció de 1984 després que s'evacuessin més de 73.000 persones de les zones de perill com a recomanació dels científics de PHIVOLCS. En la fatal erupció de 1993 el flux piroclàstic va matar 77 persones, la majoria gent del camp.

### L'erupció del 2006
El 18 de juliol del 2006 el Mayon va entrar en erupció de nou. L'erupció, que va durar fins a l'octubre, fou seguida de prop pel Philippines Institute of Volcanology and Seismology (PHIVOLCS), que va constatar un augment de la quantitat i la mida de les roques ígnies del dom de lava així com de les emissions de diòxid de sofre, i va alertar que en qualsevol moment hi podia haver erupcions explosives i/o fluxos piroclàstics.
El 7 d'agost el govern filipí ordena l'evacuació del voltant de 20.000 persones que vivien prop del volcà, declarant que es temia una erupció de forma imminent. Els vulcanòlegs havien detectat 21 terratrèmols de baixa freqüència des de la matinada del diumenge. L'endemà, 8 d'agost, el govern es prepara per moure 34.276 persones a 31 albergs estatals i alerta que la muntanya podia esclatar en qualsevol moment. Els vulcanòlegs renoven l'alerta l'endemà, 9 d'agost i afegeixen que, tot i que el Mont Mayon podia explotar en qualsevol moment, la força gravitacional d'una lluna plena podria proporcionar l'impuls final. La lluna plena havia coincidit amb com a mínim tres de les prop de 40 explosions en els darrers quatre segles, incloent les dues més recents del 2000 i 2001. Gairebé 40.000 persones s'havien mogut uns 8 km cap al sud-est de la zona de perill del volcà, que tremolava i escopia columnes de fum des de juliol.
El 10 d'agost un xim-xim d'emissions de gas i terratrèmols fa témer la probabilitat d'una erupció explosiva. i els científics de les Filipines renoven les advertències d'una explosió més gran al volcà Mayon, descrivint el període de calma sobtada de "sinistre".
L'endemà, 11 d'agost, estudis sobre el terreny confirmen l'increment de l'activitat volcànica del Mayon. Es registren un gran nombre de terratrèmols volcànics i abundants emissions de diòxid de sofre i finalment el volcà expulsa lava pendent avall gairebé 4 setmanes després que tornés a la vida en una erupció silenciosa el 14 de juliol.
PHIVOLCS manté el nivell d'alerta a 4 per les continuades extrusions de lava, explosions de cendra, columnes eruptives de vapor i fum, activitat sísmica i l'amenaça de futures erupcions. L'11 de setembre rebaixa el nivell a 3. El 3 d'octubre a 2 i finalment el 25 d'octubre PHIVOLCS rebaixa el nivell d'alerta a 1 (no hi ha amenaça d'erupció perillosa imminent). Ni el novembre ni el desembre s'emet cap més alerta o actualització per al Mayon.

#### Cicló Durian i lahar
El 30 de novembre del 2006 el tifó Durian provoca una colada de fang de cendra volcànica que baixa a gran velocitat pels vessants del volcà Mayon, matant unes 1.000 persones i cobrint fins als sostres de les cases gran part de la vila de Padang (un barri perifèric de Legazpi).
El nombre final de víctimes fou d'unes 1.266 persones, aproximadament la meitat que en l'erupció de 1814. La xifra exacta potser no se sàpiga mai perquè molta gent quedà colgada en el fang. Un esdeveniment post-eruptiu similar succeí a Cagsawa el 1825, on moriten 1.500 persones. El lahar també va afectar Daraga, on s'enterraren novament les ruïnes de l'erupció de 1814, i Guinobatan. Entre els morts hi havia estudiants de la universitat d'Aquinas, ja que les esllavissades van sepultar el seu dormitori. El centre de Legazpi va escapar la colada però va patir inundacions i talls de corrent.

### Erupció de 2008
El 10 d'agost del 2008 una explosió el cim va expulsar cendra fins a 200 metres enlaire. Les setmanes d'abans de l'erupció es podia veure una resplendor dins del crater i es registrà un increment de la sismicitat.

### Erupció del 2009-2010
El 10 de juliol de 2009, PHIVOLCS (Philippine Institute of Volcanology and Seismology) eleva l'estatus de perill d'1 (baixa agitació) a nivell 2 (agitació moderada) perquè el nombre de terratrèmols volcànics de baixa freqüència fregava el nivell d'agost del 2008, quan hi hagué una erupció freàtica.

Aquest nivell es mantindrà fins a l'última setmana de desembre del mateix any. En l'interval de temps de juliol a desembre hi ha petites explosions de cendra al crater que duren d'1 a 3 minuts i que s'aixequen fins a 600 metres enlaire. També es registren alguns terratrèmols volcànics i emissions de vapor de nivell moderat. De totes maneres Phivolcs alerta que amb l'aproximació del cicló tropical Mirinae s'incrementa el risc de lahars i que les parets del cràter es col·lapsin i adverteix que s'haurien de prendre precaucions específiques.
i que l'actual estat d'inestabilitat podria menar a més explosions de cendres o eventualment a una erupció magmàtica més perillosa.

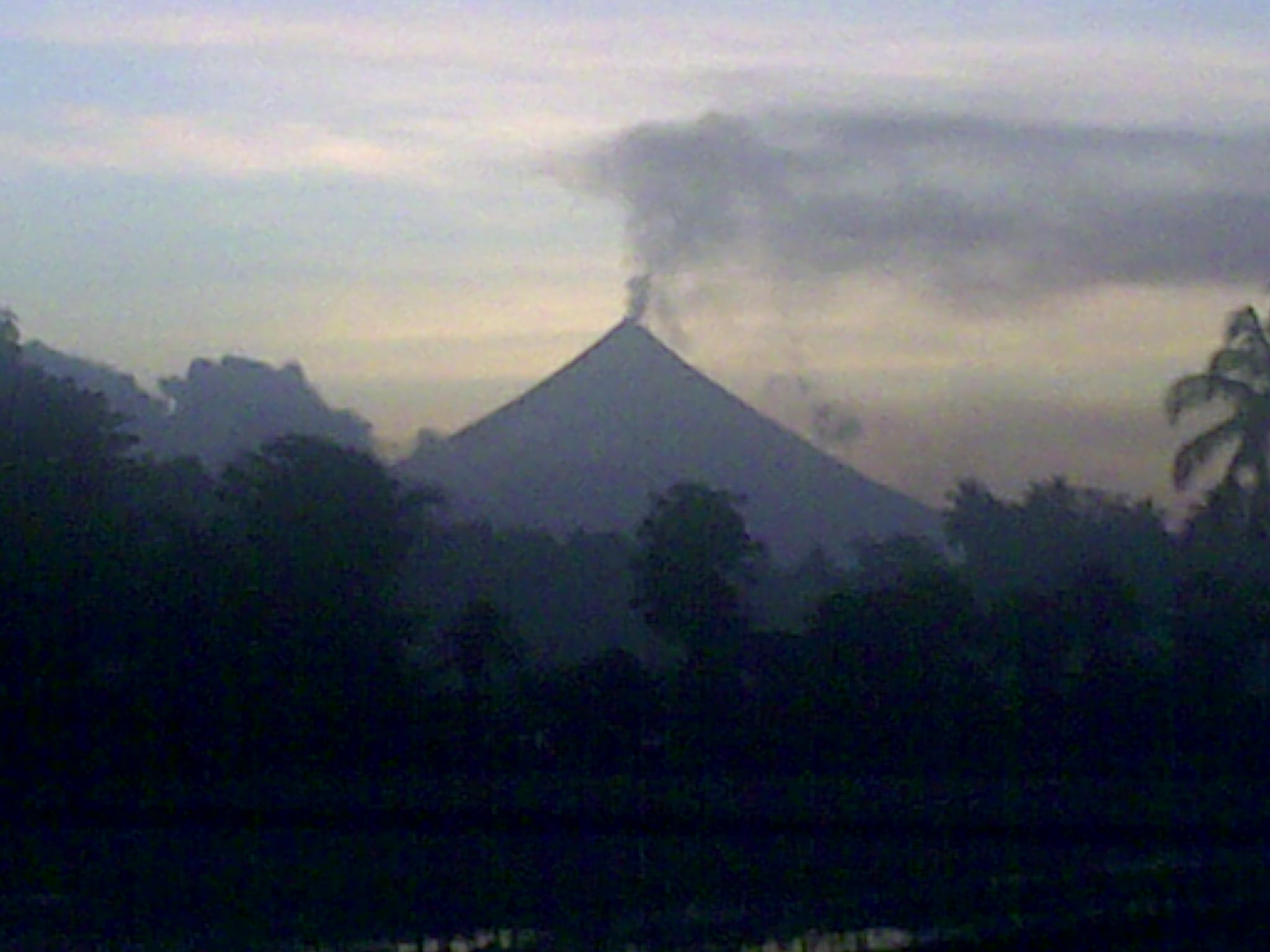
El volcà Mayon amb una explosió de cendra a l'alba del 18 de desembre del 2009.

El nivell 3 d'alerta s'estableix la matinada del dilluns 14 de desembre degut als 83 sismes volcànics de les últimes 24 hores i a l'increment de les emissions de diòxid de sofre.

L'endemà hi hagué una erupció moderada de cendra i una petita extrusió de lava que baixà 500 metres del cràter. De nit les autoritats de la província d'Albay anunciaven que havien mogut 20.000 residents a centres d'evacuació que es trobaven 8 kilòmetres lluny de la zona de perill. Es diu que unes 50.000 persones residien en els 8 kilòmetres de la zona. Les emissions de diòxid de sofre s'incrementaren a 2.758 tones en 24 hores el 17 de desembre i hi hagué 5 expulsions de cendres una de les quals s'enlairà 500 metres. Els fluxos de lava davallaren 1.500 metres i els fragments incandescents de la pila de lava que continuaven rodant per Bonga Gully assoliren una distància de 3 a 4 km del centre. Cap al migdia el governador Joey Salceda diu que s'havien evacuat 33.833 persones, el 72% del nombre total de gent que calia evacuar.

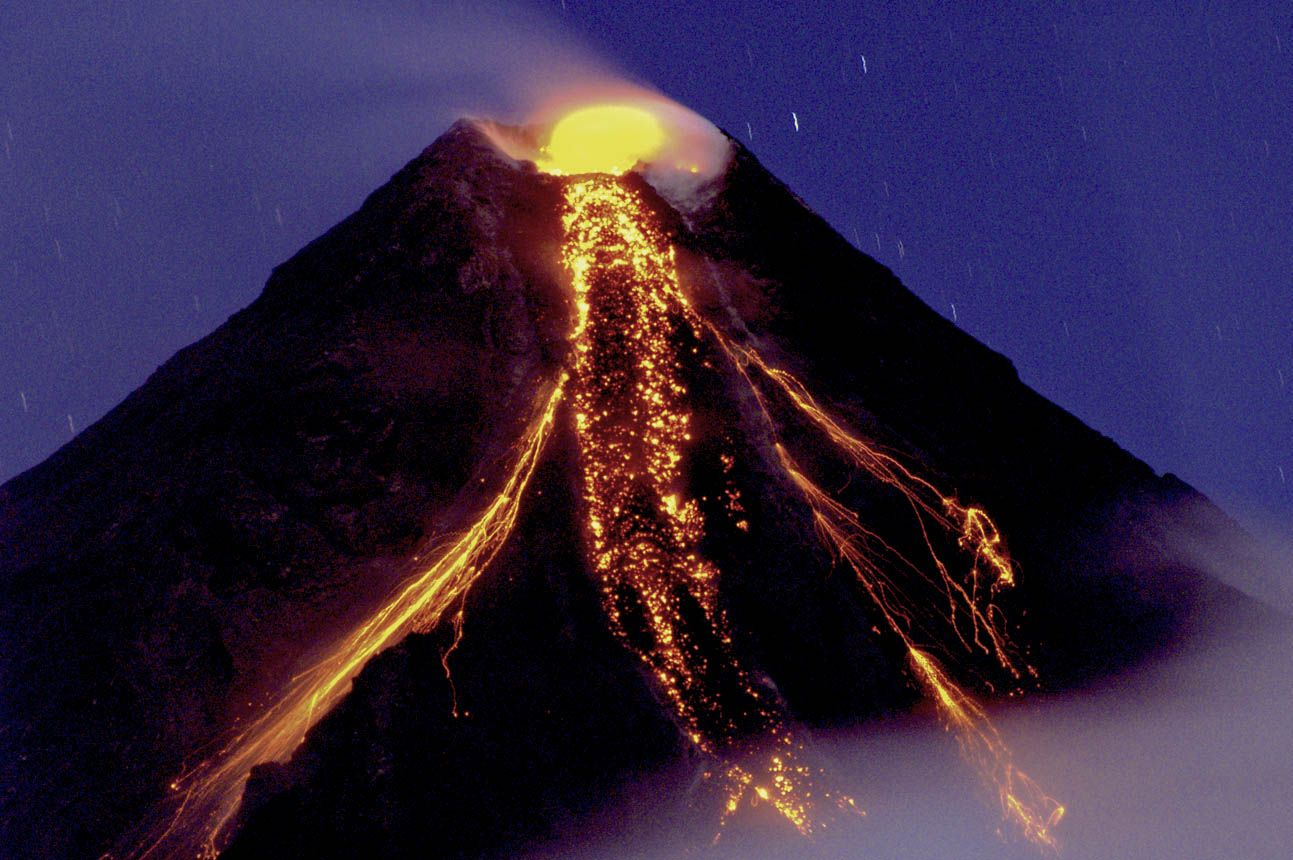
El volcà Mayon en l'erupció del 29 de desembre de 2009.

PHIVOLCS eleva el nivell d'alerta a 4 el 20 de desembre. Es monitoren com a mínim 460 terratrèmols diaris i se senten sorolls com de trons. El total de persones evacuades arriba a les 44.394. No es permet que cap civil es quedi dins dels 8 kilòmetres de la zona de perill, que els militars filipins acordonen i patrullen per assegurar-se que es compleix l'ordre i que no hi hagi robatoris o es malmeti la propietat dels evacuats. L'alerta de nivell 4 es manté durant el mes de desembre i els residents passen el Nadal i cap d'any en centres d'evacuació. El 25 de desembre les emissions de diòxid de sofre havien arribat a les 8.993 tones al dia. S'estimà que el total de material ejectat des de l'inici de l'erupció fou d'entre 20 a 23 milions de metres cúbics de roques i escombralls volcànics, comparat als 50 o 60 milions de metres cúbics d'erupcions anteriors.
El 2 de gener de 2010 PHIVOLCS rebaixa el nivell d'alerta de 4 a 3 puix s'havia observat un decreixement de l'activitat en els últims 4 dies: reducció de les emissions de diòxid de 8.993 a 2.621 tones diaries, menor força dels terratrèmols i absència d'erupcions de cendres. Es permet que 7.218 famílies tornin a llurs cases però d'altres 2.728 famílies que habitaven molt a prop del volcà han de romandre a l'espera que el 13 de gener PHIVOLCS rebaixi el nivell d'alerta de 3 a 2.

### Resposta del govern i ajuda internacional
El governador d'Albay Joey Salceda va declarar la zona del desastre com a "ciutat oberta" per tal d'encoratjar l'ajuda dels grups externs. D'aquesta manera no necessitaven la garantia del Consell de Coordinació Provincial de Desastres per enviar articles d'emergència, i es podien coordinar directament amb els grups de suport en un nivell de govern local.[41]
La inestabilitat del volcà també havia estimulat la indústria del turisme de la província. Fins a 2.400 turistes per dia havien arribat a la zona des que el volcà entrés en erupció el 14 de desembre.
Després de la declaració del nivell 3 d'alerta, els EUA van aconsellar els seus ciutadans que no visitessin el volcà. També han destinat 100.000 US $ en ajuda financera per als evacuats del volcà Mayon. En cooperació amb el govern filipí l'assistència es lliurarà a través de la Creu Roja de les Filipines i altres ONG per la United States Agency for International Development (USAID). El govern provincial d'Albay ha ordenat als militars locals afegir més punts de control, bloquejos de carreteres i arrestar els turistes atrapats movent-se dins de la zona de perill de vuit quilòmetres.
Dins la zona de perill es va tallar l'abastament d'aigua i energia per tal de descoratjar als residents de retornar a llurs cases. La Comissió de Drets Humans ha permès l'ús de mesures d'emergència i ha donat el vistiplau a les autoritats per forçar l'evacuació a qui refusava d'anar-se'n. Més tard, quan es va rebaixar el nivell d'alerta, es va restablir el subministrament de llum i d'aigua i es va utilitzar vehicles militars per transportar als evacuats a llurs cases, mentre que el departament de Benestar Social i Desenvolupament subministrava aliments i procurava una ocupació temporal a cada família.

### Erupció de 2023
El juny de 2023 va tornar a entrar en erupció, provocant el desallotjament de 14.000 persones.

## Galeria d'Imatges

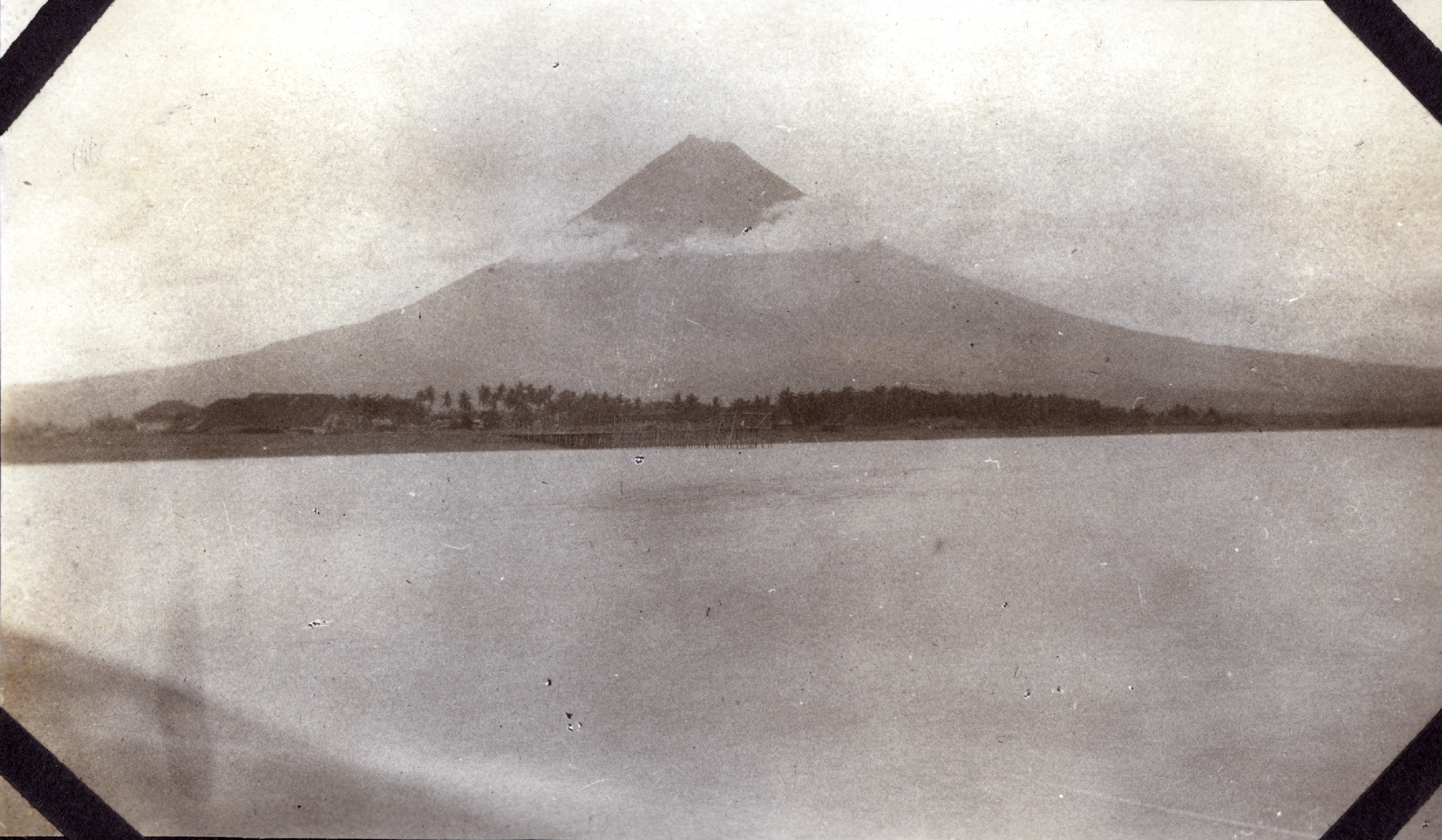
Mount Mayon (1926)
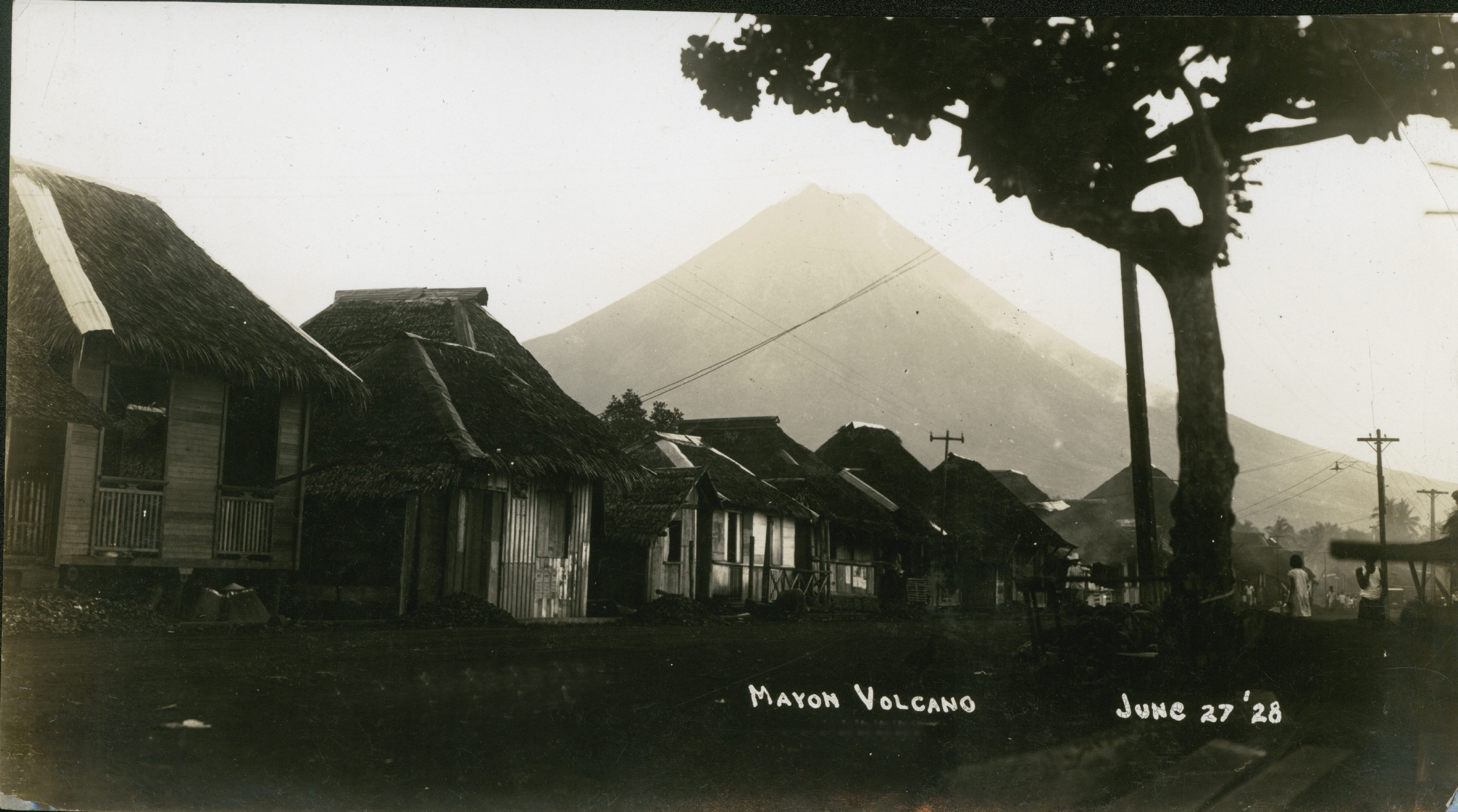
Mount Mayon el 27 de juny de 1928
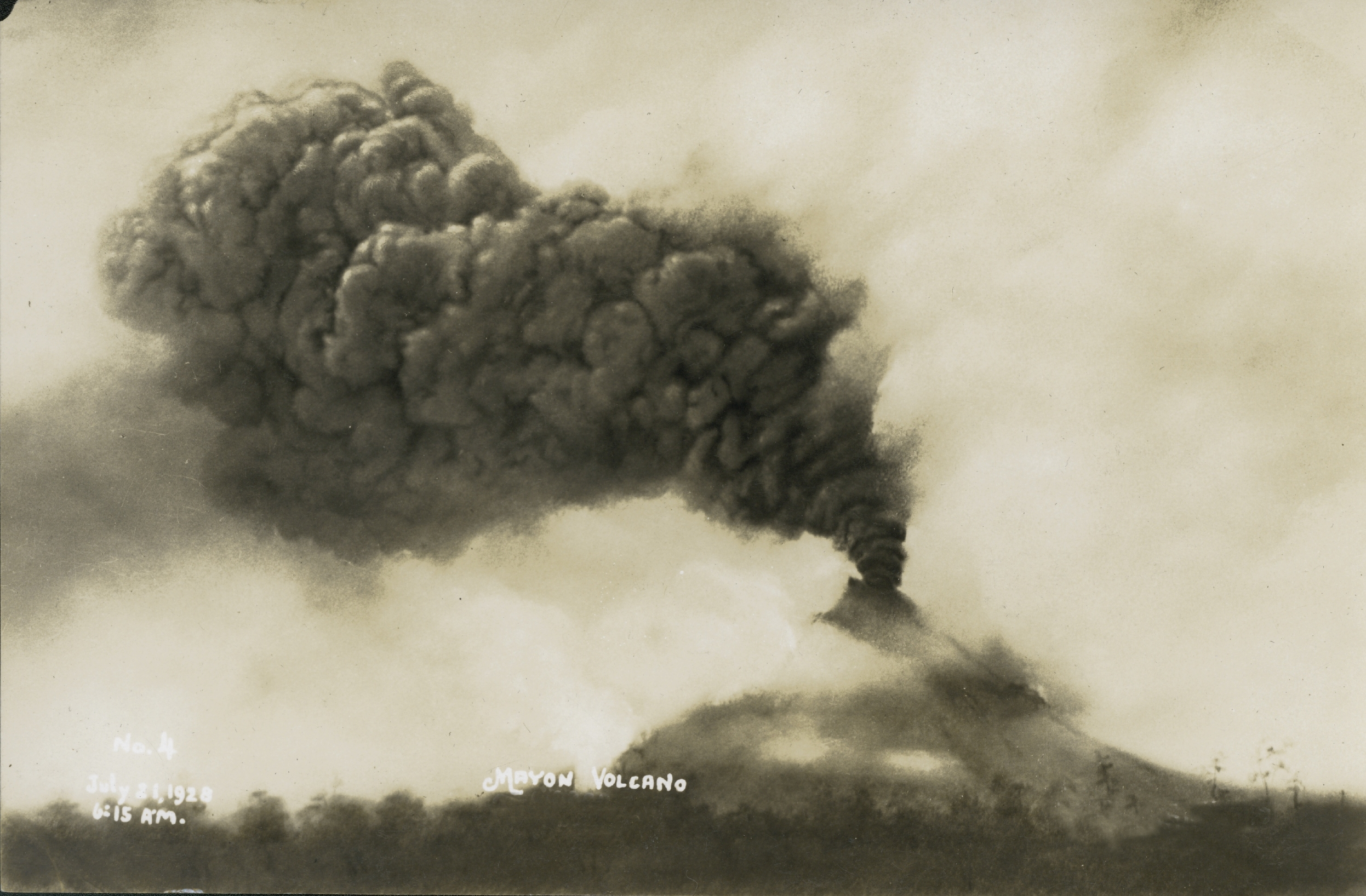
Mount Mayon en l'erupció del 21 de juliol de 1928.
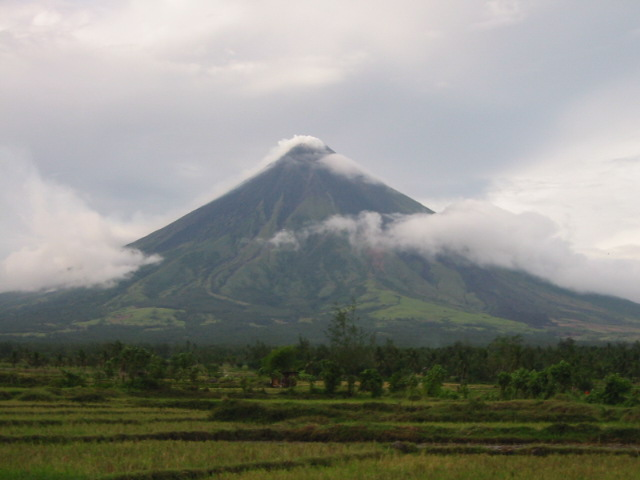
Mount Mayon 2004
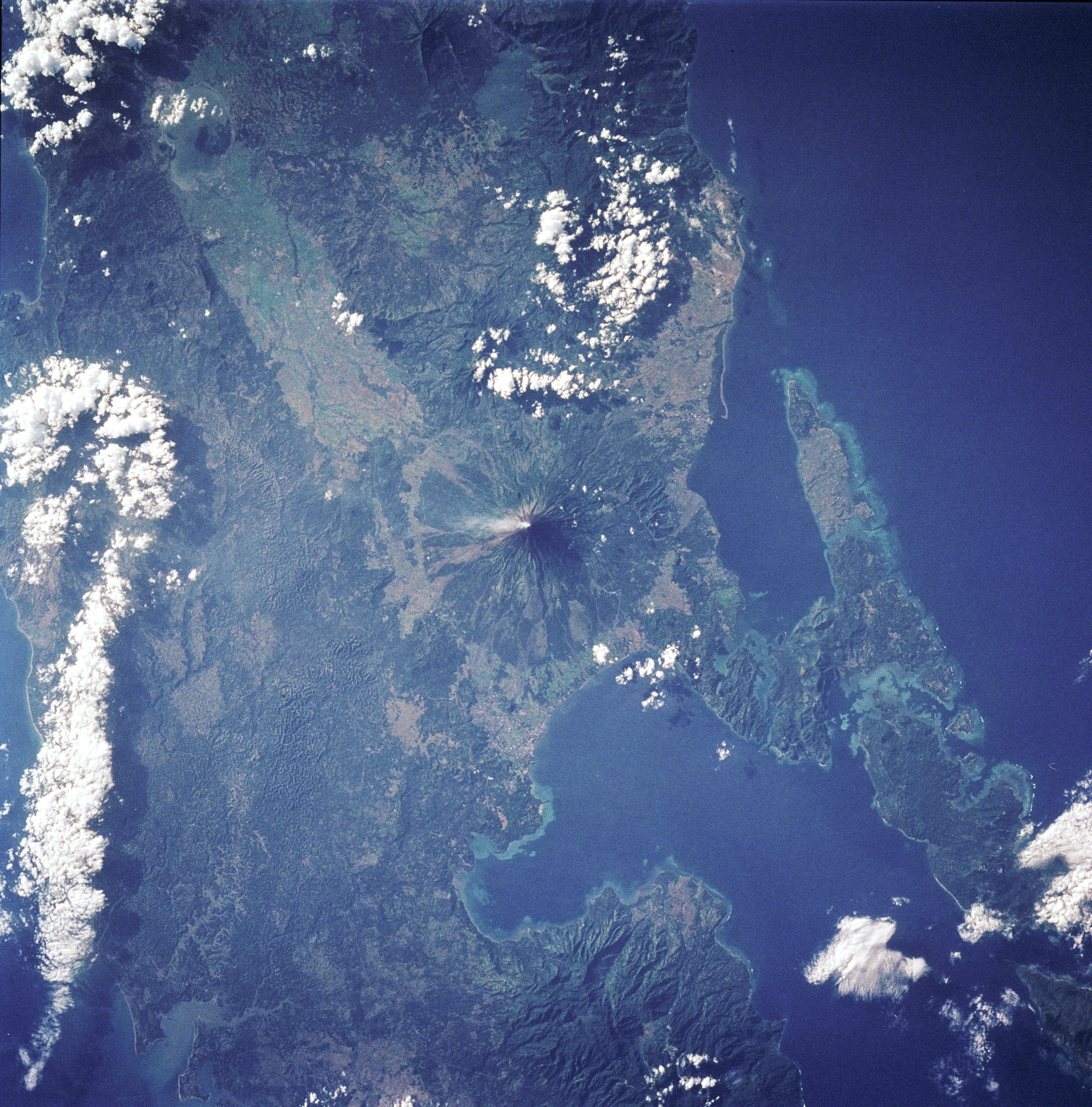
Mayon Volcano imatge per satèl·lit del volcà Mayon.
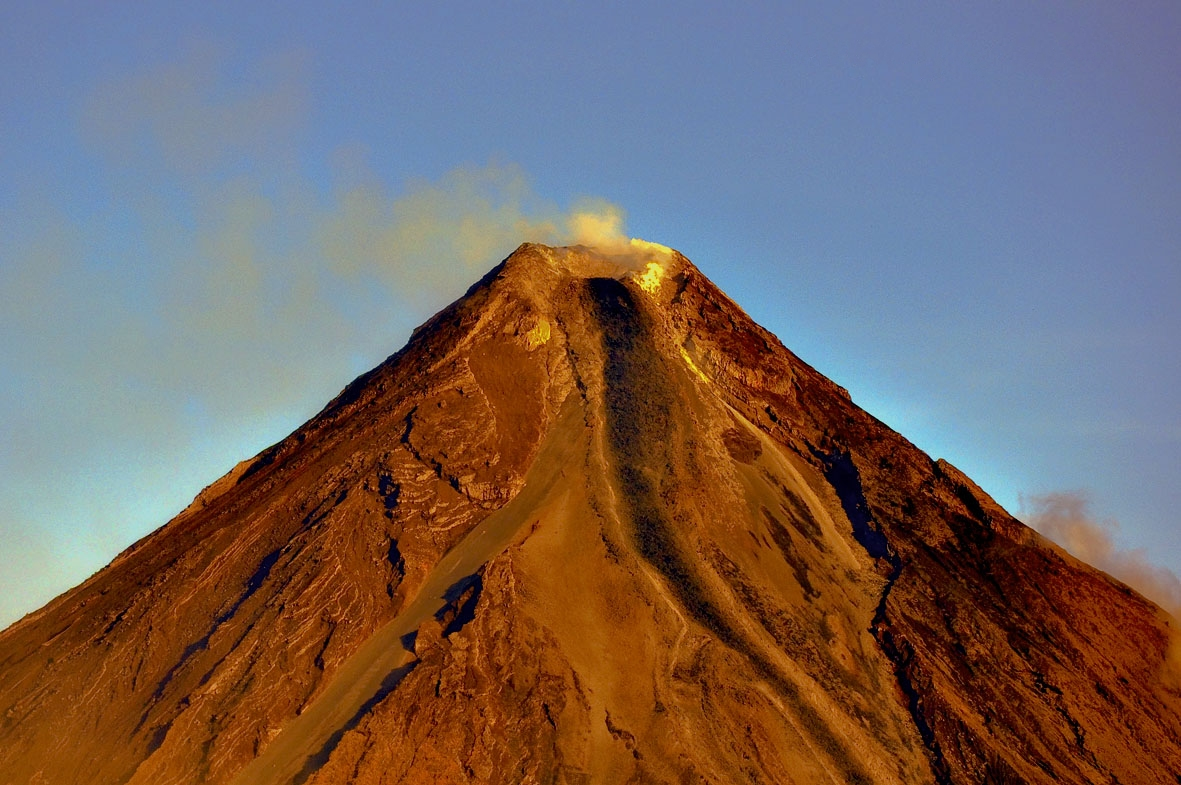
Mayon Volcano (2009).
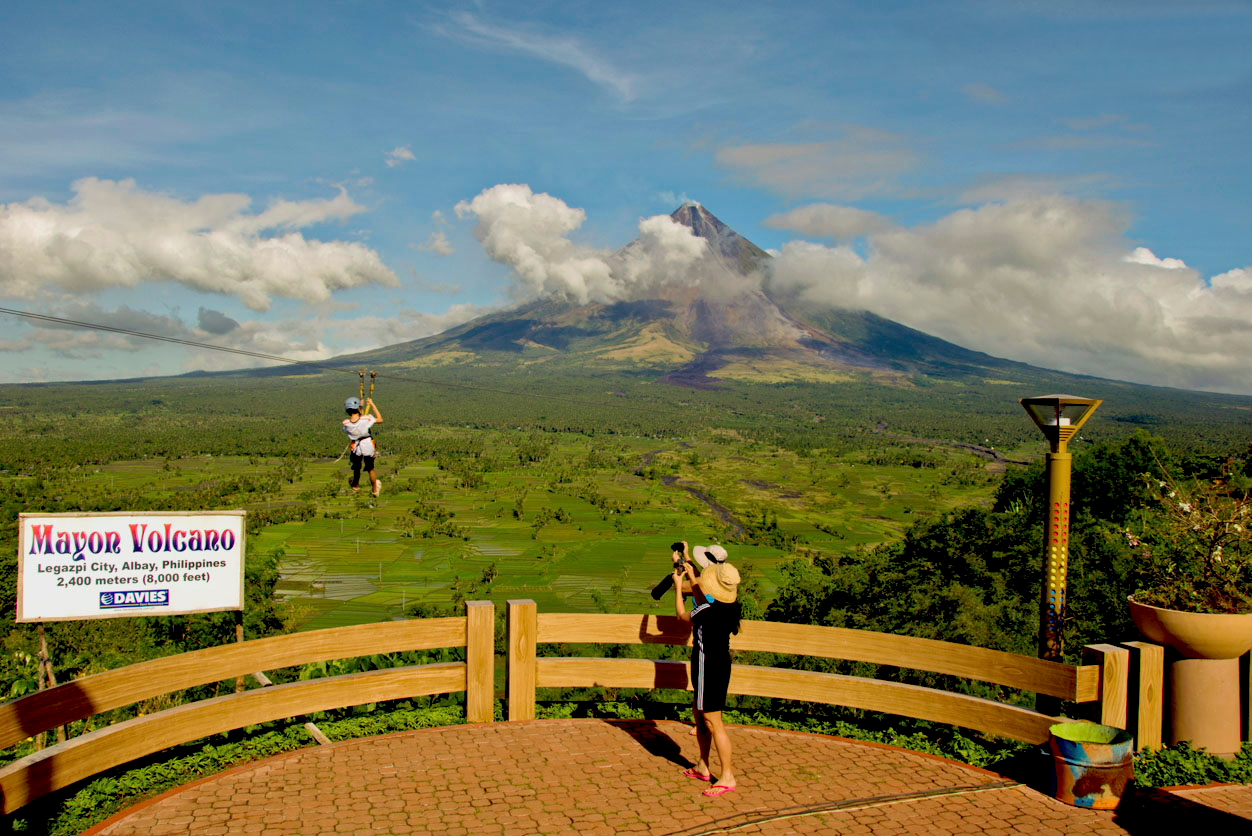
Mount Mayon (2009).